# Mariusz Walter

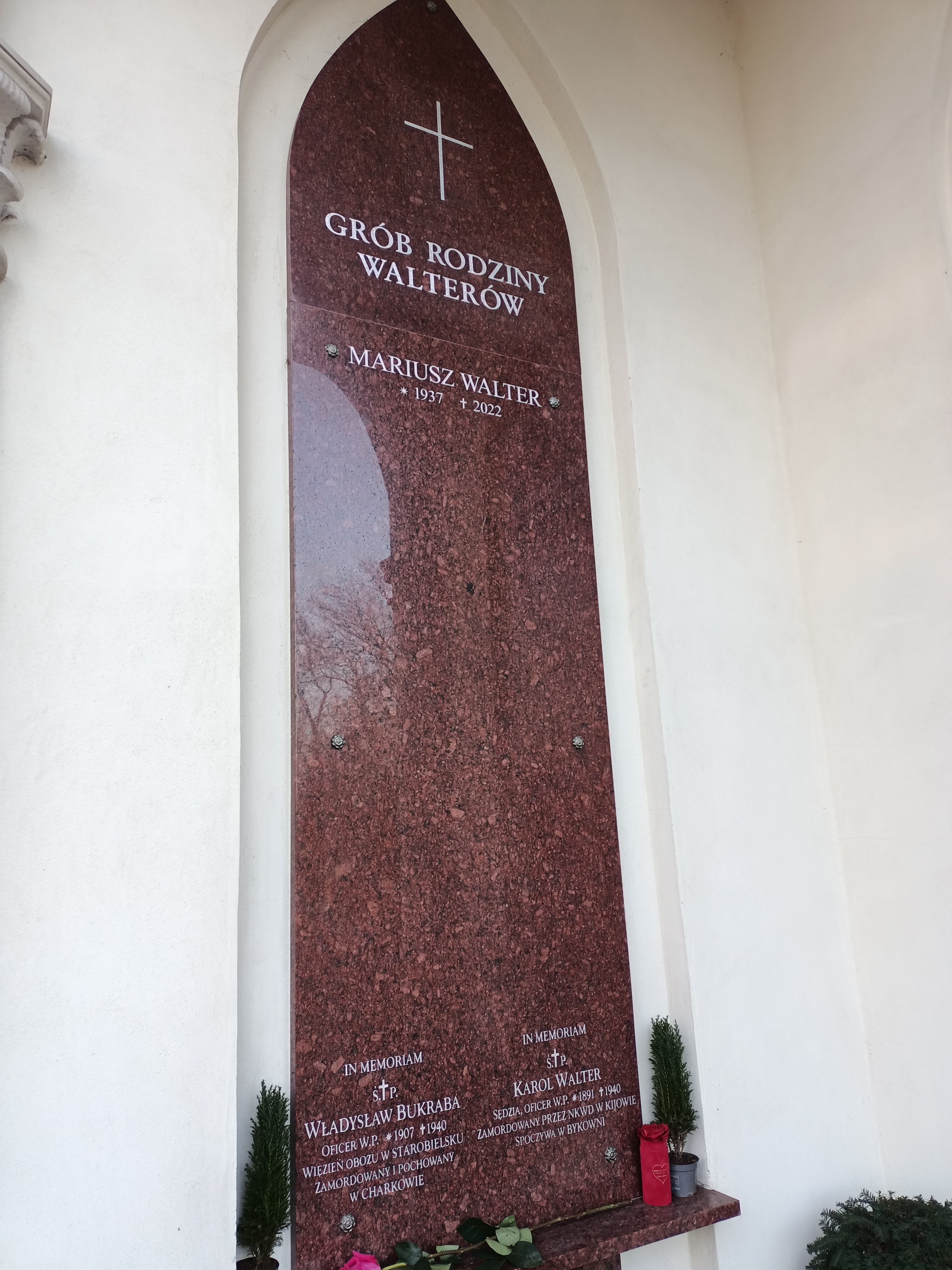
Grób Mariusza Waltera na Cmentarzu Wilanowskim w Warszawie

Mariusz Antoni Walter (ur. 4 stycznia 1937 we Lwowie, zm. 13 grudnia 2022 w Warszawie) – polski reportażysta, reżyser filmów dokumentalnych, pracownik naukowy, menedżer, producent, współwłaściciel Grupy ITI, założyciel telewizji TVN, przedsiębiorca. Od 1 stycznia 2013 do 2018 honorowy prezes Grupy ITI.

## Życiorys
Syn Marii z domu Kozłowskiej i Karola Waltera (1891–1940), sędziego we Lwowie, ofiary zbrodni katyńskiej. Miał brata Zygmunta (ur. ok. 1930) i siostrę Michalinę (ur. ok. 1934, po mężu Horst). Siostrzeniec aktora i reżysera Janusza Warneckiego (właśc. Kozłowskiego). Jako dziecko wraz z bliskimi uniknął aresztowania przez NKWD i deportacji w głąb ZSRR w 1940, a w 1944 przetrwał w stolicy powstanie warszawskie. Następnie przebywał w Pruszkowie i Sochaczewie, a tuż po wojnie trafił do Kasinki Małej, gdzie na krótko osiadł z rodziną.
Ukończył naukę w technikum budowlanym w Krakowie i studia na Wydziale Sanitarnym Politechniki Śląskiej w Gliwicach, broniąc pracy dyplomowej pt. „Odsalanie słonych wód kopalnianych w kopalni Makoszowy”. Po studiach zamieszkał w Warszawie.
Pracę w mediach rozpoczął w redakcji studenckiego radiowęzła w Gliwicach. Był radiowym sprawozdawcą sportowym. W latach 1963–1982 był dziennikarzem TVP. W latach 1967–1983 był członkiem Polskiej Zjednoczonej Partii Robotniczej. Wchodził w skład egzekutywy Oddziałowej Organizacji Partyjnej w Komitecie Zakładowym PZPR przy Komitecie do spraw Radia i Telewizji. Był redaktorem naczelnym Redakcji Widowisk Publicystycznych i Form Dokumentalnych Studia-2 TVP w latach 1978–1982. Współtworzył program telewizyjny Turniej Miast. Był pomysłodawcą i twórcą pierwszego wielogodzinnego bloku programowego w historii polskiej telewizji – Studio 2. 
Stworzył filmy dokumentalne: Powrót Eurydyki (1970), Autobus z napisem „Koniec” (1971) i Pierwszy. Szósty (1971). Wyreżyserował filmy: Prawo Archimedesa (1977), Scena zbiorowa ze świętym (1974), 28 minut jazzu i Papa (1973) oraz Gra o wszystko (1970). 
Od 1973 wykładał w Państwowej Wyższej Szkole Filmowej, Telewizyjnej i Teatralnej w Łodzi. W latach 1979–1984 prowadził wykłady na Uniwersytecie Śląskim.
W 1976 poznał Jana Wejcherta, z którym przez kolejne cztery lata organizował mecze pokazowe tenisisty Wojciecha Fibaka. Po odejściu z pracy w TVP w stanie wojennym planował założyć biuro turystyczne, ale Wejchert namówił go do pracy w jego przedsiębiorstwie Konsuprod – zajmował się w nim produkcją chipsów, reklamą i rynkiem wideo. W 1984 wraz z Wejchertem założył holding ITI (International Trading and Investment), który otrzymał koncesję od władz PRL na sprowadzanie sprzętu elektronicznego z zagranicy i dystrybucję w Polsce filmów na kasetach wideo. W 1997 stanął na czele telewizji TVN, której kierownictwo w 2001 przekazał synowi, Piotrowi.
W lutym 1983 Jerzy Urban zaproponował gen. Czesławowi Kiszczakowi utworzenie w ramach MSW PRL zespołu, który miał prowadzić czarną propagandę antysolidarnościową i kampanię na rzecz poprawy wizerunku służb podległych MSW w społeczeństwie; do takiego zespołu rekomendował Waltera, którego określił jako „najzdolniejszego redaktora telewizyjnego w Polsce, organizatora i koncepcjonistę”, „członka PZPR”, ale „raczej profesjonalistę niż polityka”. Koncepcja utworzenia zespołu została odrzucona przez MSW. Walter – według „Newsweeka” – nie wiedział o planach powstania tego organu.
Był członkiem Kapituły nagrody Polskiej Rady Biznesu.

## Życie prywatne

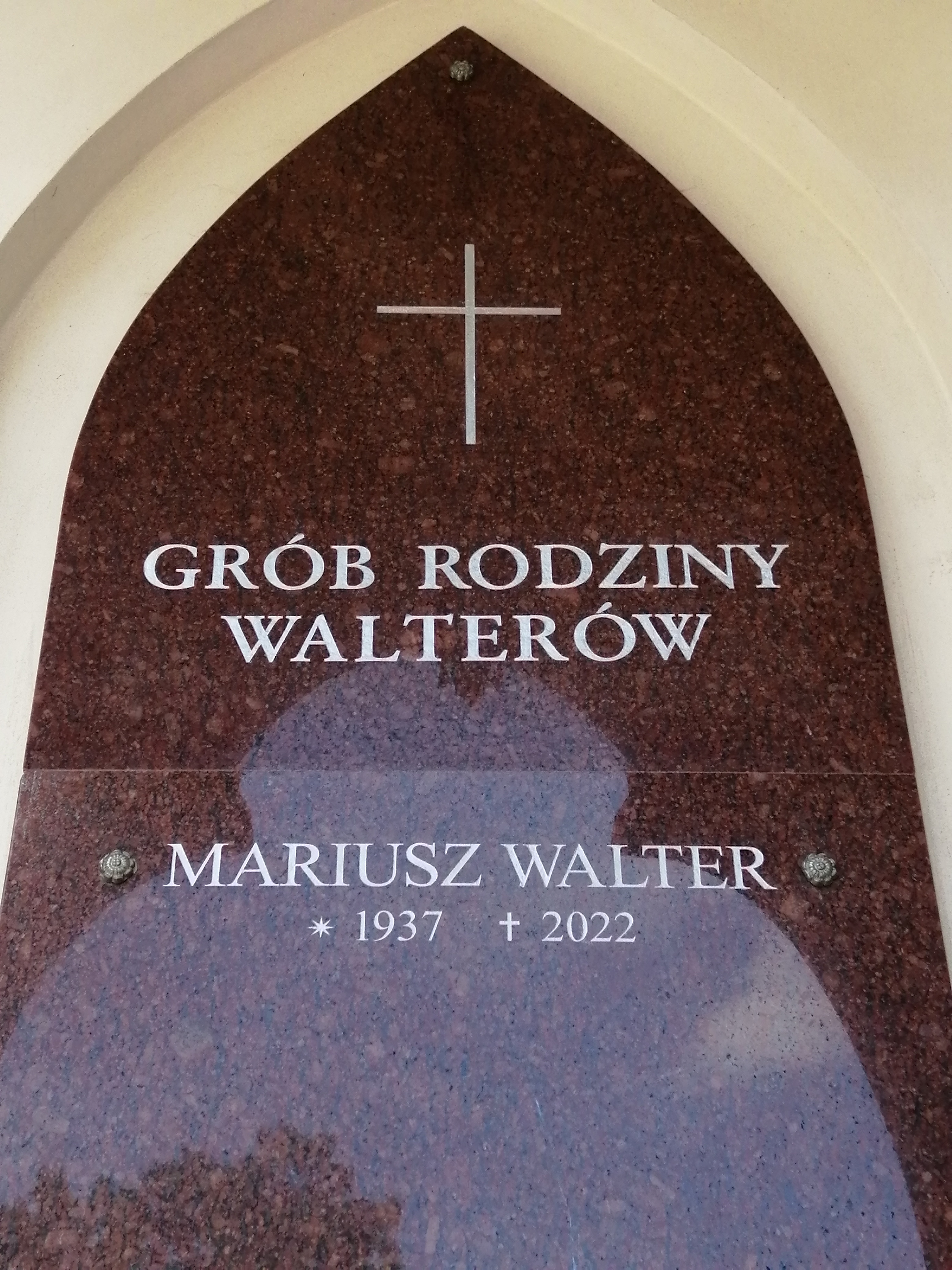
Kaplica na cmentarzu w Wilanowie, miejsce spoczynku prochów Mariusza Waltera

Był mężem dziennikarki i długoletniej spikerki TVP w okresie PRL, Bożeny, ojcem producentki Sandry Nowak oraz producenta filmowego Piotra Waltera. Został pochowany 21 grudnia 2022 na cmentarzu w Wilanowie.

## Miejsce na liście najbogatszych Polaków tygodnika „Wprost”
- 2013 – miejsce 34. (850 mln zł)
- 2012 – miejsce 33. (750 mln zł)
- 2011 – miejsce 28. (850 mln zł)
- 2009 – miejsce 44. (510 mln zł)
- 2008 – miejsce 27. (1200 mln zł)
- 2007 – miejsce 22. (1200 mln zł)
- 2006 – miejsce 16. (1000 mln zł)
- 2005 – miejsce 29. (500 mln zł)
- 2004 – miejsce 34. (450 mln zł)

Źródło: Wprost.

## Nagrody
- Jego film Pierwszy. Szósty zdobył nagrodę Miasta Wenecji w kategorii „Dokument” podczas Prix Italia – 1971
- Film dokumentalny Autobus z napisem „Koniec” Cortina d’Ampezzo (Międzynarodowy Festiwal Filmów Sportowych) Puchar Miasta Cortina d’Ampezzo w dziale Filmów Telewizyjnych (XXVIII Festiwal)[29]
- 3-krotny Laureat Brązowego Lajkonika
- SuperWiktor – 1996
- Nagroda „Gwiazda Telewizji Polskiej” wręczona z okazji 50-lecia TVP „za nowatorskie programy telewizyjne, stworzenie nowej jakości w rozrywce i publicystyce telewizyjnej” – 2002
- Laureat Nagrody Specjalnej Zarządu Konfederacji Lewiatan, przyznawanej osobom wybitnie zasłużonym na polu kultury, polityki, nauki, życia publicznego i gospodarki – 2012[30].

## Odznaczenia
Postanowieniem Prezydenta RP Aleksandra Kwaśniewskiego z 7 listopada 2001, „za wybitne zasługi w działalności telewizyjnej” został odznaczony Krzyżem Komandorskim Orderu Odrodzenia Polski.

## Upamiętnienie
W 2023 jego żona Bożena Walter zainicjowała rodzinną Fundację im. Bożeny i Mariusza Walterów, która od 2024 przyznaje nagrody imienia Mariusza Waltera dla twórców mediów tworzących wartościowe treści.